# EIDAS

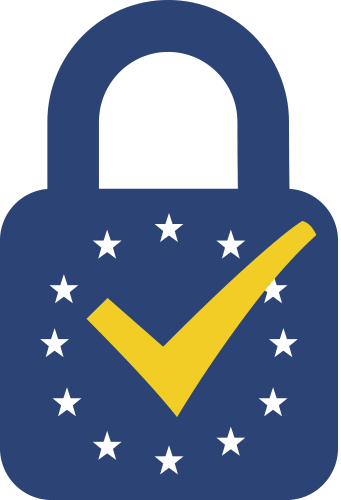
EU-vertrouwensmerk voor gekwalificeerde vertrouwensdiensten.

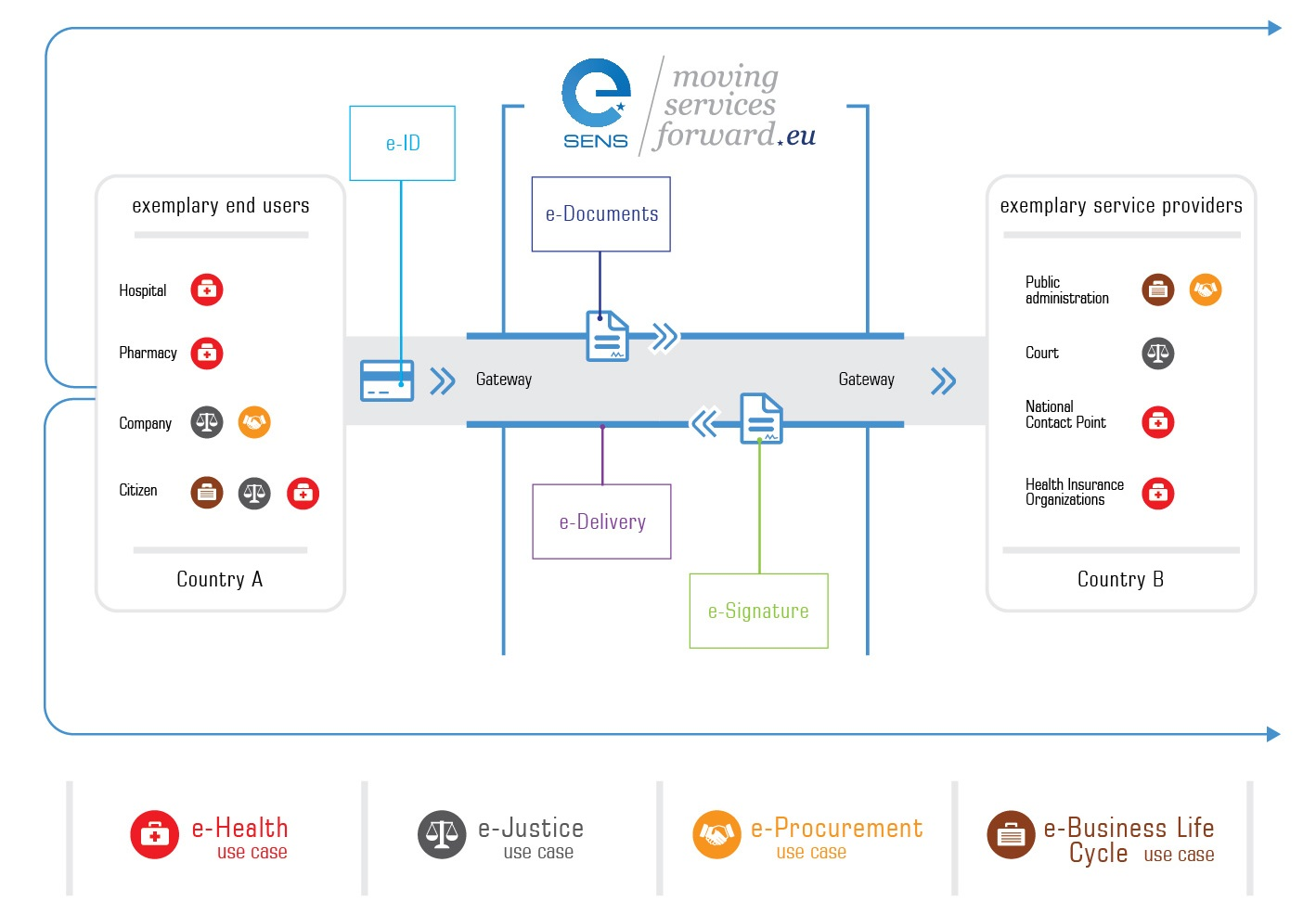
De digitale markt in de EU en het faciliteren van overheidsdiensten over grenzen heen.

EIDAS (electronic IDentification Authentication and trust Services) is de Europese Verordening (EU) nr. 910/2014 betreffende elektronische identificatie en vertrouwensdiensten voor elektronische transacties in de interne markt. Deze verordening heeft tot doel het vertrouwen in elektronische transacties in de interne markt te vergroten door te voorzien in een gemeenschappelijke grondslag voor veilige elektronische interactie tussen burgers, bedrijven en overheden, en bijgevolg ook de doeltreffendheid van publieke en private onlinediensten, e-business en elektronische handel in de Unie te verhogen. Grensoverschrijdend zakendoen levert meer gemak op voor gebruikers en vermindert de administratieve lasten. 
De door eIDAS vervangen Richtlijn 1999/93/EG had betrekking op elektronische handtekeningen, maar bood geen uitgebreid grens- en sectoroverschrijdend kader voor veilige, betrouwbare en gebruiksvriendelijke elektronische transacties. Deze verordening voorziet in een versterking en uitbreiding van de verworvenheden van die richtlijn.
Op 20 mei 2024 trad Verordening (EU) 2024/1183 in werking (eIDAS2). Deze amendeert de oude eIDAS-wetgeving. Daarbij werden nieuwe vertrouwensdiensten gereguleerd en wordt het gebruik van een Europese portemonnee voor digitale identiteit mogelijk gemaakt.

## Geschiedenis
Tijdens de conferentie van EU-regeringsleiders in Manchester 2005, verweet Tony Blair de EU veel geld uit te geven, met name aan de landbouw, terwijl niets geïnvesteerd werd. Met name in technologie, zoals ICT en transport waren volgens hem belangrijke punten waar Europa een internationaal leiderschap kon bewerkstelligen. Tijdens de volgende conferentie in Lissabon werden die ideeën uitgewerkt. Met betrekking tot ICT werden drie werkgebieden gedefinieerd: eID, eHealth en eProcurement.
De doelstelling van een eID, elektronische identificatie, was de in bijna alle EU-landen bestaande elektronische identificatiemiddelen een grotere bruikbaarheid te geven. De Europese commissie gaf vervolgens een werkgroep IDABC (Interoperable Delivery of European eGovernment Services to Public Administrations, Businesses and Citizens) opdracht om dat gebied te verkennen en te definiëren. 
Op basis van de ondervindingen van die werkgroep werd het STORK-project (Secure idenTity acrOss boRders linKed, 2008-2011) gedefinieerd, als prototype van hoe een dergelijke grensoverschrijdende herkenning en erkenning van nationale elektronische identificatie in andere landen zou kunnen werken, waarin 14 EU-lidstaten samenwerkten. Door aan te tonen dat dit werkelijk kan, werd de toenmalige EU commissaris van ICT en Telecommunicatie, Neelie Kroes, ervan overtuigd een Digitale Agenda op te stellen. Naast dit resultaat had STORK vooral als technische conclusie dat de modellenstrijd, zoals de IDABC-werkgroep had geconstateerd, opgelost kon worden door een abstractie van het distributiemodel, en te concentreren op vertrouwen en opschalingen.  
Het project STORK, gefocust op de erkenning van personen door overheden on andere landen, werd gevolgd door het project STORK 2.0 (2012-2015, met 19 staten, 16 van de EU, samen met IJsland, Zwitserland en Turkije), met als doelstelling de erkenning door bedrijven en erkenning van personen die bedrijven vertegenwoordigen. De bijbehorende kwesties rond aansprakelijkheid werden in parallel opgenomen door de eIDAS-werkgroep.

## Project
Een andere conclusie van het project STORK was het gebrek aan een legaal kader om die erkenning verplicht te stellen; waardoor door de EC een werkgroep werd samengesteld om die juridische erkenning vorm te geven, leidend tot de eIDAS-verordening. De PEPS (Pan European Proxy Server, zoals gedefinieerd door IDABC, en geïmplementeerd door STORK) is verantwoordelijk voor de routing, authenticatie, datatransformatie, controle en voor bilateral trust management met andere landen. Hetzelfde geldt voor de V-IDP (Virtual ID Provider), zoals in STORK gedefinieerd als vertegenwoordiging van het "middleware-model", heeft precies dezelfde functies, maar is gedistribueerd naar de andere landen.
In eIDAS zijn de PEPS en V-IDP vervangen door de eIDAS-node.

## Nederland
In Nederland is de eIDAS-verordening geïmplementeerd bij de Wet uitvoering EU-verordening elektronische identiteiten en vertrouwensdiensten. In 2018 is Nederland als eerste Europese lidstaat gekoppeld met Duitsland. Hierdoor konden de dienstverleners die al waren aangesloten op de Nederlandse eIDAS-infrastructuur op tijd voldoen aan de eIDAS-verordening.
Idensys is de Nederlandse invulling van de eIDAS-verordening, maar ook eHerkenning wordt op de verordening aangepast.

## België
In België worden IDAS-koppelingen verzorgd door de dienst CSAM van de federale overheid. In 2020 zijn koppelingen mogelijk met Duitsland, Estland, Luxemburg, Italië, Kroatië, Letland, Litouwen, Nederland, Portugal, Slowakije, Spanje, en Tsjechië.

## European Self-Sovereign Identity Framework
De Europese Unie ontwikkelt een eIDAS-compatibel European Self-Sovereign Identity Framework (ESSIF).